# Llorenç Millo Casas
Lorenzo Millo Casas va ser un advocat, escriptor i gastrònom, que va nàixer a El Villar del Arzobispo (València) l'any 1924. Va morir a Hobart, Tasmània (Austràlia) l'any 1998.
Son pare va ser Lorenzo Millo Genovés, que era el secretari de l'Ajuntament d'El Villar en l'any del seu naixement. Sa mare, Aurora Casas, era mestra a les Escoles Públiques del mateix poble. Tanmateix, Lorenzo va passar quasi tota la seua vida a València, on la seua la família es va traslladar al poc temps de nàixer aquest. Va cursar els seus estudis de primària i batxillerat a l'institut Lluís Vives de València i es va llicenciar en Dret per la Universitat de València en 1958, especialitzant-se en Dret Alimentari.
Va començar la seua activitat professional com assessor de Dret Alimentari en l'Institut d'Agroquímica i Tecnologia d'Aliments, organisme dependent del Consell Superior d'Investigacions Científiques (CSIC). Al mateix institut i al mateix temps, va començar la seua activitat docent com a professor de Legislació Alimentària, impartint cursos de Dret Alimentari en el màster sobre Ciència i Enginyeria d'Aliments en la Universitat Politècnica de València. També va impartir les seues classes en la Universitat de Salamanca i en la Universitat de La Serena (Xile) i a partir de 1988 va exercir com a assessor i professor en legislació alimentària en l'Institut Tecnològic Agroalimentari, AINIA, que acabava de ser creat.
Va treballar per a la FAO a la ciutat de Roma (Itàlia) on va dirigir els estudis comparats sobre la legislació alimentària per a Llatinoamèrica i entre 1976 i 1978 va exercir com a consultor en l'elaboració del Codex Alimentarius. També va publicar la Legislació Alimentària Espanyola, així com nombrosos articles en revistes especialitzades, nacionals i estrangeres sobre aquesta matèria.
L'any 1973 va publicar els seus dos primers llibres Divagaciones sobre la gastronomía clásica: los peces i Divagaciones sobre la gastronomía clásica: la caza y las carnes. En aquests dos llibres, que son reculls dels articles que havia anat publicant a la premsa local, Millo trau a la llum les arrels hel·lèniques i romanes de la gastronomia mediterrània.
Durant la seua estada a Roma va escriure Roma paseada, una guia curiosa sobre alguns racons de la capital italiana.
Degut al seu interès i coneixement en el món de la gastronomia, va publicar nombrosos articles sobre el tema en diverses revistes i periòdics, sent reconegut amb el premi Rupert de Nola que se li va atorgar l'any 1982.
L'obra magna de Millo, que el consagra com al major expert en gastronomia Valenciana de l'època és Gastronomia de la Comunitat Valenciana, publicat en 1992. En aquesta obra d'investigació culinària, l'autor recull els usos i costums del poble valencià en la taula i receptes de diferents especialitats. Després d'aquesta obra encara va escriure algunes més relacionades amb la cuina valenciana com Arroces, Cocina Valenciana, Técnicas tradicionales de cocina, Gastronomia Valenciana, una obra monogràfica sobre La Paella i la seua obra pòstuma Cocina Regional Valenciana.
Lorenzo Millo també va escriure llibres en la seua llengua vernacla. Així en 1984 publica La taula i la cuina, que va rebre el Premi Nacional de Gastronomia en 1985, sent la primera vegada que el Ministeri d'Indústria i Comerç atorgava aquesta distinció a una obra no escrita en castellà. També escriuria en valencià les obres El trinquet, Carrers i racons de València, El joc de la pilota o Els veïns de dalt.
Des de 1959 fins a l'any 1976 va tindre una secció setmanal al periòdic Las Provincias de València titulada La partida del dissabte, on feia la crònica de les partides jugades cada dissabte al Trinquet de Pelayo i acostava al lector aficionat els resultats i l'anecdotari del món de la Pilota.
Va ingressar en l'Acadèmia Espanyola de Gastronomia l'any 1989, on, després de la lectura del seu discurs de recepció, va passar a ocupar la butaca de Josep Pla, al qual considerava un mestre i el llibre del qual El que hem menjat va ser fins al final el seu llibre de capçalera.
Lorenzo Millo va ser un gran gastrònom i va exercir com a tal fins al final dels seus dies, ja que va morir a bord del Queen Elizabeth II, a l'illa de Tasmània en les mars del Sud, el 10 de febrer de 1998, quan preparava el llibre La vuelta al mundo de un gastrónomo.

## Publicacions
- Divagaciones sobre gastronomía clásica: la caza y las carnes, València, Prometeo, 1974 (reed. El banquete de la caza y los asados, Sant Sebastià, 1995)
- Divagaciones sobre gastronomía clásica: los pescados, València, Prometeo, 1974 (reed.
- El banquete del mar, Sant Sebastià, 1995)
- El Trinquet, València, Prometeo, 1974
- Legislación Alimentaria Española, Madrid, Editoriales de Derecho Reunidas, 1976
- Roma paseada, València, Prometeo, 1978
- Carrers i racons de València: guia d'aquesta ciutat per a passejants ociosos i parsimoniosos, o amb pocs diners, València, Nacher, 1980
- El joc de pilota, València, Eliseu Climent, 1982
- Septem coquiorum convivium: El banquete de los siete cocineros, Barcelona, Laia, 1983
- La taula i la cuina, València, Diputació Provincial, 1984
- Els veins de dalt, València, Bullent, 1987
- Técnicas tradicionales de la cocina, València, Associació de Científics y tecnòlegs d'Aliments d'Alacant, Castelló i València, 1990
- Gastronomía, manual y guía para uso de yuppies y ejecutivos perplejos o incautos, Madrid, Pirámide, 1990
- Gastronomía, Madrid, Pirámide, 1990
- Arroz, Madrid, El País-Aguilar, 1992
- La gastronomía de la Comunidad Valenciana, Castelló, Prensa Valenciana, 1992
- Cocina Valenciana, Madrid, Everest, 1995
- La paella, Sant Sebastià, R&B, 1997
- Introducción al Derecho alimentario, València, Universitat Politècnica, 1997
- Naturalmente frutos secos, Burgos, Berceo, 1997
- Gastronomía Valenciana, València, Consell Valencià de Cultura, 1997
- Die beliebtesten spanischen Gerichte, León, Everest, 1998
- Alicante y la Costa Blanca, Barcelona, ONCE, 2000; amb F. Esteve Ramírez i R. Duro, Alicante: Costa Blanca y comarcas del interior, Madrid, Anaya Touring Club, 2000.